# Oligoplites saurus
Oligoplites saurus là một loài cá thuộc chi Oligoplites, họ cá khế.
Loài cá này sinh sống ở vùng nước nông của Vịnh Mexico và bờ biển Đại Tây Dương phía nam. Ngoài ra, chúng cũng được tìm thấy trong nước Úc, ở Thái Bình Dương và Ấn Độ Dương.